# Brachystelma meyerianum
Brachystelma meyerianum är en oleanderväxtart som beskrevs av Rudolf Schlechter. Brachystelma meyerianum ingår i släktet Brachystelma och familjen oleanderväxter. Inga underarter finns listade i Catalogue of Life.